# 스웨덴의 지방자치체

스웨덴의 지방자치체

스웨덴의 지방자치체(스웨덴어: kommun 콤문[*])는 스웨덴의 하위 행정 구역이다. 스웨덴에는 현재 290개의 지방자치체가 있다.

## 개요
1863년 1월 1일에 시행된 《지방 정부법》에 따라 농촌 지역, 도시 지역의 지방자치체가 신설되었으며 신설 당시에는 약 2,500개에 달했다. 1952년에 실시된 제1차 지방자치체 통폐합 계획(도시 지역에 있던 133개의 지방자치체는 통폐합 대상에서 제외되었음)에 따라 2,281개에 달하던 농촌 지역의 지방자치체가 816개로 축소되었다.
1962년에는 스웨덴 의회(Riksdag)가 제2차 지방자치체 통폐합 계획을 승인했으며 이러한 계획은 1964년부터 1974년까지 시행되었다. 1967년 당시에는 1,006개, 1969년 당시에는 848개로 축소되었지만 스웨덴 의회는 지방자치체 통폐합 속도가 너무 느리다고 판단했다.
1971년에는 스웨덴 의회가 지방자치체 통폐합 속도를 높이기 위한 차원에서 단일 지방자치체(kommun)를 도입했다. 단일 지방자치체 도입에 따라 1971년 당시에 있던 지방자치체는 464개로 축소되었고 1974년에는 278개로 축소되었다.

## 업무
스웨덴의 지방자치체에 부여된 업무는 법률에 따라 다음과 같이 정해져 있다.
- 어린이들에 대한 보육, 어린이집 교육
- 초등 교육, 중등 교육
- 사회 사업
- 노인 관리
- 장애인 지원
- 공중보건, 환경 문제
- 긴급 서비스 (중앙 정부의 임무인 경찰은 제외)
- 도시 계획
- 공중 위생 (정수, 쓰레기 처리)

## 같이 보기
- 스웨덴의 지방자치체 목록
- 스웨덴의 행정 구역
- 스웨덴의 주